# Joseph Zeyer
Joseph Georg Zeyer (* 21. September 1801 in Brückenau; † 27. April 1875 in Stuttgart) war ein deutscher Jurist und Politiker sowie Abgeordneter der bayerischen Kammer der Abgeordneten.

## Leben
Joseph Zeyer wurde als Sohn eines Grundbesitzers geboren und studierte nach dem Besuch des Johann-Philipp-von-Schönborn-Gymnasiums in Münnerstadt Philosophie, dann Rechtswissenschaften in Würzburg und ab 1821 in Erlangen. Während seines Studiums wurde er 1819 Mitglied der Alten Würzburger Burschenschaft Germania und 1821 Mitglied der Burschenschaft Arminia Erlangen. In Würzburg war er 1820 Vorturner der Burschenschaft und erhielt 1821 in Würzburg wegen burschenschaftlicher Umtriebe das Consilium abeundi. 1821 absolvierte er sein juristisches Praktikum am Landgericht Hilders. 1845 übernahm er das Anwesen seines Vaters und wurde Posthalter und Wirt in Brückenau. Von 1845 bis 1848 war er Abgeordneter der bayerischen Kammer der Abgeordneten für den Wahlkreis Unterfranken. Hier gehörte er 1848 dem Innenausschuss an.